# Млетачко-турски ратови
Млетачко-турски ратови представљају серију конфликата између Османског царства и Млетачке републике који су започели 1423. године опсадом Солуна. Последњи млетачко-турски рат завршен је 1718. године Пожаревачким миром. 
Млетачко-турски ратови:
- Опсада Солуна (1422-1430) - Венеција учествује на страни Византијског царства
- Млетачко-турски рат (1463-1479)
- Млетачко-турски рат (1499-1503)
- Млетачко-турски рат (1537-1540) - познат и као "Клишки рат"
- Кипарски рат (1570-1573) - завршен поразом Турака у бици код Лепанта
- Кандијски рат (1645-1669) - завршен турским освајањем Крита
- Морејски рат (1684-1699)
- Млетачко-турски рат (1714-1718) - вођен упоредо са Аустријско-турским ратом; завршен Пожаревачким миром.